# Karateka (gra komputerowa)
Karateka – zręcznościowa gra beat’em up wydana w roku 1984 przez firmę Brøderbund Software. Autorem gry jest Jordan Mechner, twórca Prince of Persia.

## Wersje
Gra pierwotnie została napisana dla Apple II. Następnie przeniesiona na Amstrad CPC, Atari 800, Commodore 64, DOS i ZX Spectrum w roku 1986. W 1987 powstała wersja dla Atari 7800. W roku 1988 została przeniesiona na Atari ST, a następnie na konsole. Na Amidze gra pojawiła się w 2016 roku jako port wersji z Atari ST.

### Remake
W grudniu 2012 roku w usługach App Store, PlayStation Network, Steam oraz Xbox Live Arcade został wydany jej remake stworzony przez Jordana Mechnera, Jeffa Matsudę (oprawa graficzna) i Christophera Tina (oprawa muzyczna).